# Trichodes
Trichodes és un gènere de coleòpters que pertanyen a la família Cleridae, subfamília Clerinae.

## Descripció
Es diferencien clarament de la resta de membres de la subfamília Clerinae per les antenes curtes i acabades en forma de maça robusta i ampla de tres artells, el darrer dels quals està truncat i es prolonga lateralment en una petita punta. El cos és allargat i vellutat; palps desiguals en longitud, el darrer artell dels maxil·lars estret i llarg; el dels labials gran i més o manco fortament securiforme; èlitres vermells o grocs amb taques o bandes transversals negre-blavoses; més rarament verd-blavosos amb bandes groguenques; fèmurs, sovint, engrossits en el mascle; tars subpentàmers; ungles gairebé simples.

## Distribució
Nombrosos representants a la regió paleàrtica, al nord d'Àfrica i al nord d'Amèrica.

## Ecologia
Els adults sobre les flors; les larves als nius de diferents himenòpters (àpids socials o solitaris, vèspids, eumènids, esfècids, etc.), o a les ooteques d'alguns acrídids, els ous dels quals devoren.

## Espècies
S'han descrit unes 60 espècies dins del gènereTrichodes:
- Trichodes affinis Chevrolat, 1843 g
- Trichodes albanicus Winkler & Zirovnicky, 1980 g
- Trichodes alberi Escherich, 1894 g
- Trichodes alvearius (Fabricius, 1792) g
- Trichodes ammios (Fabricius, 1787) g
- Trichodes apiarius (Linnaeus, 1758) g
- Trichodes apivorus Germar i g
- Trichodes aulicus Klug g
- Trichodes axillaris Fischer, 1842 g
- Trichodes bibalteatus LeConte, 1858 i g
- Trichodes bicinctus Green, 1917 i g
- Trichodes bimaculatus LeConte, 1874 i g
- Trichodes bitaeniatus Kraatz,1894 g
- Trichodes calamistratus Corporaal g
- Trichodes crabroniformis (Fabricius, 1787) g
- Trichodes creticus Brodsky, 1982 g
- Trichodes cyprius Reitter, 1893 g
- Trichodes dilatipennis Reitter, 1894 g
- Trichodes ephippiger Chevrolat, 1874 g
- Trichodes favarius (Illiger, 1802) g
- Trichodes flavocinctus Spinola, 1844 g
- Trichodes ganglbaueri Escherich, 1893 g
- Trichodes graecus Winkler & Zirovnicky, 1980 g
- Trichodes heydeni Escherich, 1892 g
- Trichodes inapicalis Pic, 1945 g
- Trichodes inermis Reitter, 1894 g
- Trichodes insignis Fischer von Waldheim, 1829 g
- Trichodes jelineki Brodsky & Winkler, 1988 g
- Trichodes laminatus Chevrolat, 1843 g
- Trichodes lepidus Walker g
- Trichodes leucopsidens  g
- Trichodes leucopsideus (Olivier, 1795) g
- Trichodes longicollis Gerstmeier, 1985 g
- Trichodes longissimus (Abeille, 1881) g
- Trichodes martini Fairmaire g
- Trichodes nobilis Klug, 1842 g
- Trichodes nuttalli (Kirby, 1818) i g (red-blue checkered beetle)
- Trichodes octopunctatus (Fabricius, 1787) g
- Trichodes olivieri (Chevrolat, 1843) g
- Trichodes oregonensis Barr, 1952 i g
- Trichodes oresterus Wolcott, 1910 i g
- Trichodes ornatus Say, 1823 i g
- Trichodes penicillatus Schenkling g
- Trichodes peninsularis Horn, 1894 i g
- Trichodes persicus Kraatz, 1894 g
- Trichodes pseudaulicus Corporaal g
- Trichodes pulcherrimus Escherich, 1892 g
- Trichodes punctatus Fischer von Waldheim, 1829 g
- Trichodes quadriguttatus Adams, 1817 g
- Trichodes rectilinea Reitter, 1894 g
- Trichodes reichei Mulsant & Rey, 1863 g
- Trichodes sexpustulatus Chevrolat, 1874 g
- Trichodes similis Kraatz, 1894 g
- Trichodes simulator Horn, 1880 i g
- Trichodes sinae  g
- Trichodes sipylus (Linnaeus, 1758) g
- Trichodes suspectus Escherich, 1892 g
- Trichodes suturalis Seidlitz, 1891 g
- Trichodes talyshensis Zaitzev, 1915 g
- Trichodes tugelanus Gorham g
- Trichodes turkestanicus Kraatz, 1882 g
- Trichodes umbellatarum (Olivier, 1795) g
- Trichodes winkleri Zirovnicky, 1976 g
- Trichodes zaharae Chevrolat, 1861 g
- Trichodes zebra Faldermann, 1835 g

Fonts de dades: i = ITIS, g = GBIF